# Jan van Goyen

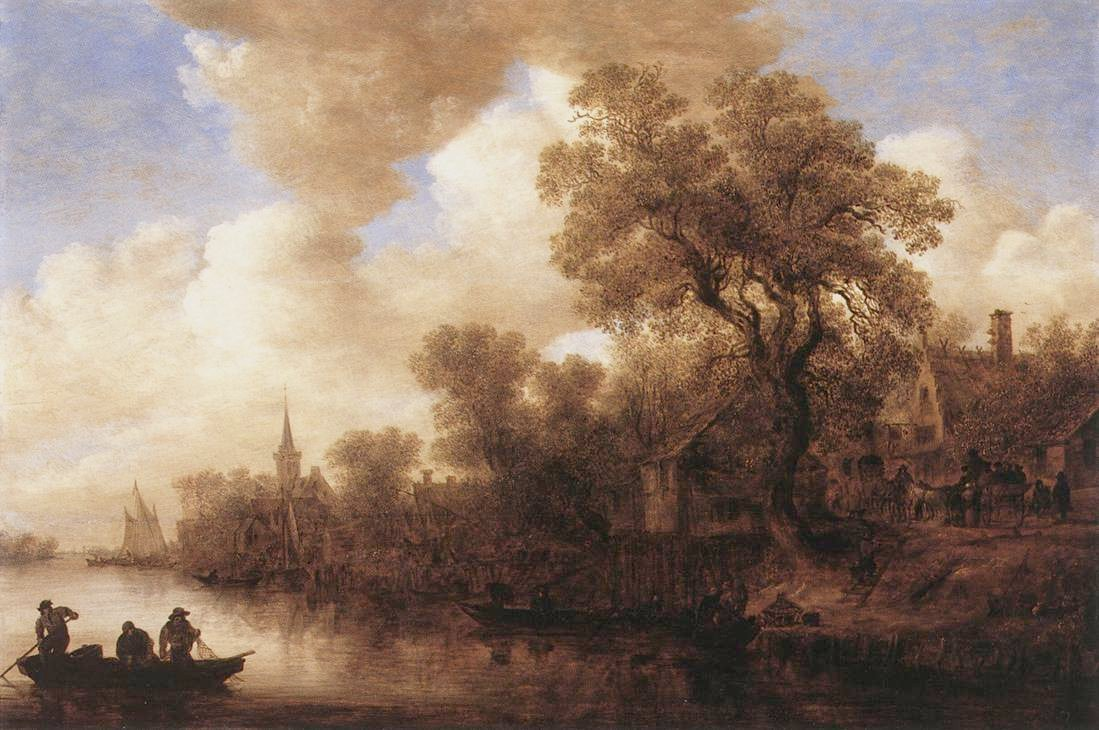
Flod målad av Jan van Goyen

Vinterliv på isen av Jan van Goyen. Olja på duk,1641. Hallwylska museet.

Jan Josefszoon van Goyen (van Goijen), född 13 januari 1596 i Leiden, död 27 april 1656 i Haag, landskapsmålare.
Jan van Goyen gjorde vid 19 års ålder en resa i Frankrike för att studera landskapsmåleriet och fick därefter tillfälle att hos en ansedd målare i Haarlem, Esaias van de Velde, utveckla sin förmåga. Han gjorde därunder stora framsteg och var inom kort en eftersökt konstnär.
Det nederländska landskapsmåleriet hade förut huvudsakligen varit idealiserande och hållit sig till sydländska former samt därigenom ej kunnat gå fritt från en viss konventionalism. Med 1600-talets inbrott började en ny riktning framträda, vilken natursant och anspråkslöst höll sig till hemlandets enkla och formfattiga natur, där man inte hade tillfälle till några briljanta effekter och alla idealistiska biavsikter var främmande. Van Goyen är en av de första mästarna i denna riktning, således en bland grundläggarna av det moderna landskapsmåleriet.
Hans tavlor är oftast enkla till kompositionen och bildar en avgjord motsats både mot de äldre nederländarnas landskap och även mot de samtidigt i Italien arbetande målarnas; öde sandmarker, torftiga kullar, gråmulen himmel förlänar van Goyens tavlor en viss melankolisk enformighet, och detta intryck stärks än mera därav, att allt är målat i en enda gråaktig ton, på vilken man lätt igenkänner hans tavlor, och även på den flyktighet, varmed han utförde dessa sina slätter, med kanaler och kojor, eller havskuster, med förfallna sjöfästen. Arbeten av honom finns i de flesta samlingar, framstående bilder i Berlin, München och Louvren. I Sveriges Nationalmuseum finns fyra tavlor av van Goyen, alla målade på trä, såsom förhållandet vanligen är med hans arbeten, Hallwylska museet och Göteborgs konstmuseum.